# Al-Qádir (califa)

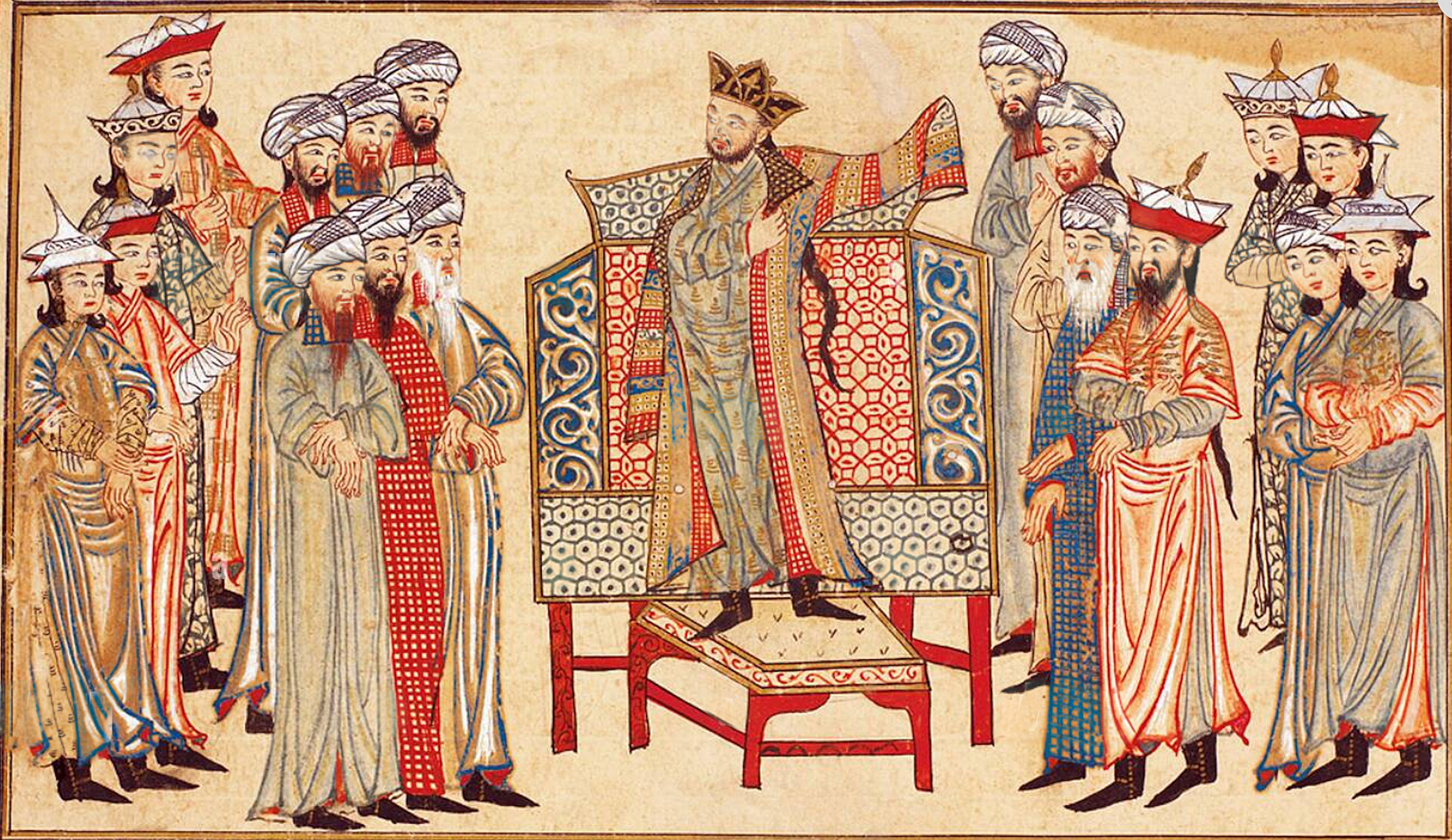
Mahmud de Gazni vistiéndose una túnica de honor recibida del califa Al-Qádir.

Al-Qádir (árabe القادر), Abu ul-Abbás al-Qádir bi-Il-lah Áhmad ben al-Muqtadar fue un califa abbasí que gobernó en Bagdad durante el periodo 991-1031. Era hijo de Al-Muttaqui. Nació en 947 y murió en 1031.

## Biografía
Al principio de su reinado, Al-Qádir pareció satisfacer a los buyíes como el califa dócil que deseaban. Parecía incluso aceptar la orientación chií de sus tutores. En 997 murió el emir búyida Fajar ad-Dawla Alí, lo que permitió a Baha ad-Dawla Firuz reforzar su posición en Fars. Este permaneció en Shiraz hasta el final de su reinado, no controlando en Irak nada más que Bagdad y Wasit, por lo que Al-Qádir aprovechó este alejamiento de su tutor búyida para recuperar su autonomía, con el apoyo de los gaznavíes. Las querellas entre los búyidas favorecieron esta toma de posición del califa.
Baha ad-Dawla no defendió sus fronteras, dejando a sus vecinos merodear por su territorio. Murió en 1012, dejando el poder a su hijo Sultán ad-Dawla, que perdió completamente el control de Irak en provecho de otro búyida, Mucharrif ad-Dawla, quedando confinado en Fars (1021). Mucharrif ad-Dawla fue reemplazado por Jalal ad-Dawla en 1024, viéndose envuelto en una querella sucesoria que no se resolvió hasta que el ejército turco le apoyó como sucesor en 1027.

## Los gaznávidas
En 1001, el gaznávida Mahmud comenzó una serie de campañas de pillaje en el Sind. En 1008 aplastó a un ejército indio y se entregó de nuevo al pillaje, anexionando el Punjab. Con el botín adquirido transformó a Gazni en un gran centro de arte y cultura que recibió a un gran número de sabios y artistas, entre ellos Ferdousí y Al-Biruni. Su última expedición la realizó en el periodo 1024-1026.

## Los fatimíes
El califato chiita fatimí amenazaba al Imperio en Siria, y particularmente en Palestina. En 1009, Al-Hákim hizo destruir la iglesia del Santo Sepulcro de Jerusalén, persiguiendo a los cristianos y a las otras gentes del Libro de Palestina. Esta destrucción fue el pretexto para la primera cruzada en 1096.

## Restauración del sunnismo
Aunque rodeado de amenazas chiitas, Al-Qádir tuvo el apoyo de los turcos sunnitas gaznavíes en el este y más tarde, de los selyúcidas en el norte. En 1004, Al-Qádir rehusó nombrar gran cadí y presidente del tribunal al candidato propuesto por el emir de emires. En 1018, después de haber condenado a los ismailitas fatimíes, hizo dar lectura solemne a una profesión de fe, llamada en su honor Risala al-qadiriya, por la cual hacía del hanbalismo la doctrina oficial. Así condenaba no solo las doctrinas chiitas, sino también el mutazilismo y la Ashariyyah.